# Josef Schnurrer
Josef Schnurrer (* 14. August 1909; † 1977 in Weiden in der Oberpfalz) war ein deutscher Unternehmer und 1945 kommissarischer Oberbürgermeister der Stadt Weiden in der Oberpfalz.

## Leben
Schnurrer wurde geboren als Sohn des Bahnarbeiters Ludwig Schnurrer († 1948) und dessen Frau Margaret († 1959). Er hatte eine Schwester.
1935 heiratete er Berta Forstmaier (1910–1995). Aus der Ehe gingen drei Kinder hervor. In Weiden gründete er Mitte der 1930er Jahre die Josef Schnurrer GmbH, ein mittelständisches Kies- und Sandgewinnungsunternehmen, das sich zum Betonwerk und Baustoffgroßhandel, vorwiegend für Tiefbauprodukte, entwickelte.
Nachdem zum Ende des Zweiten Weltkriegs die 11. US-Panzerdivision in Weiden einmarschierte und vier Tage drauf am 26. April 1945 den NSDAP-Oberbürgermeister Hans Harbauer seines Amtes enthoben hatten, wurde dem parteilosen Schnurrer kommissarisch das Amt des Stadtoberhauptes übertragen, bis die US-Militärregierung am 22. Mai 1945 zunächst kommissarisch den 1946 vom Stadtrat gewählten Franz Joseph Pfleger (CSU) als seinen Nachfolger einsetzte.
Schnurrer war von 1966 bis 1971 Vorsitzender des Sozialpolitischen Ausschusses des Bayerischen Industrieverbandes Steine und Erden.